# Warhem
Warhem là một xã trong vùng Hauts-de-France, thuộc tỉnh Nord, quận Dunkerque, tổng Hondschoote. Tọa độ địa lý của xã là 50° 58' vĩ độ bắc, 02° 29' kinh độ đông. Warhem nằm trên độ cao trung bình là 15 mét trên mực nước biển, có điểm thấp nhất là 0 mét và điểm cao nhất là 26 mét. Xã có diện tích 27,84 km², dân số vào thời điểm 1999 là 1831 người; mật độ dân số là 66 người/km².

## Thông tin nhân khẩu
| 1962 | 1968 | 1975 | 1982 | 1990 | 1999 |
| ---- | ---- | ---- | ---- | ---- | ---- |
| 1240 | 1321 | 1363 | 1667 | 1916 | 1831 |